# مزارع الفراء

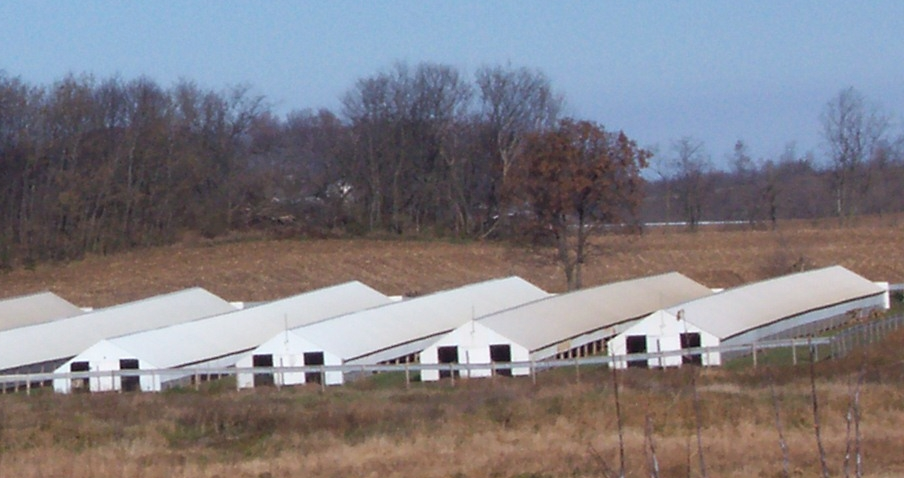
مزرعة لتربية المنك في الولايات المتحدة

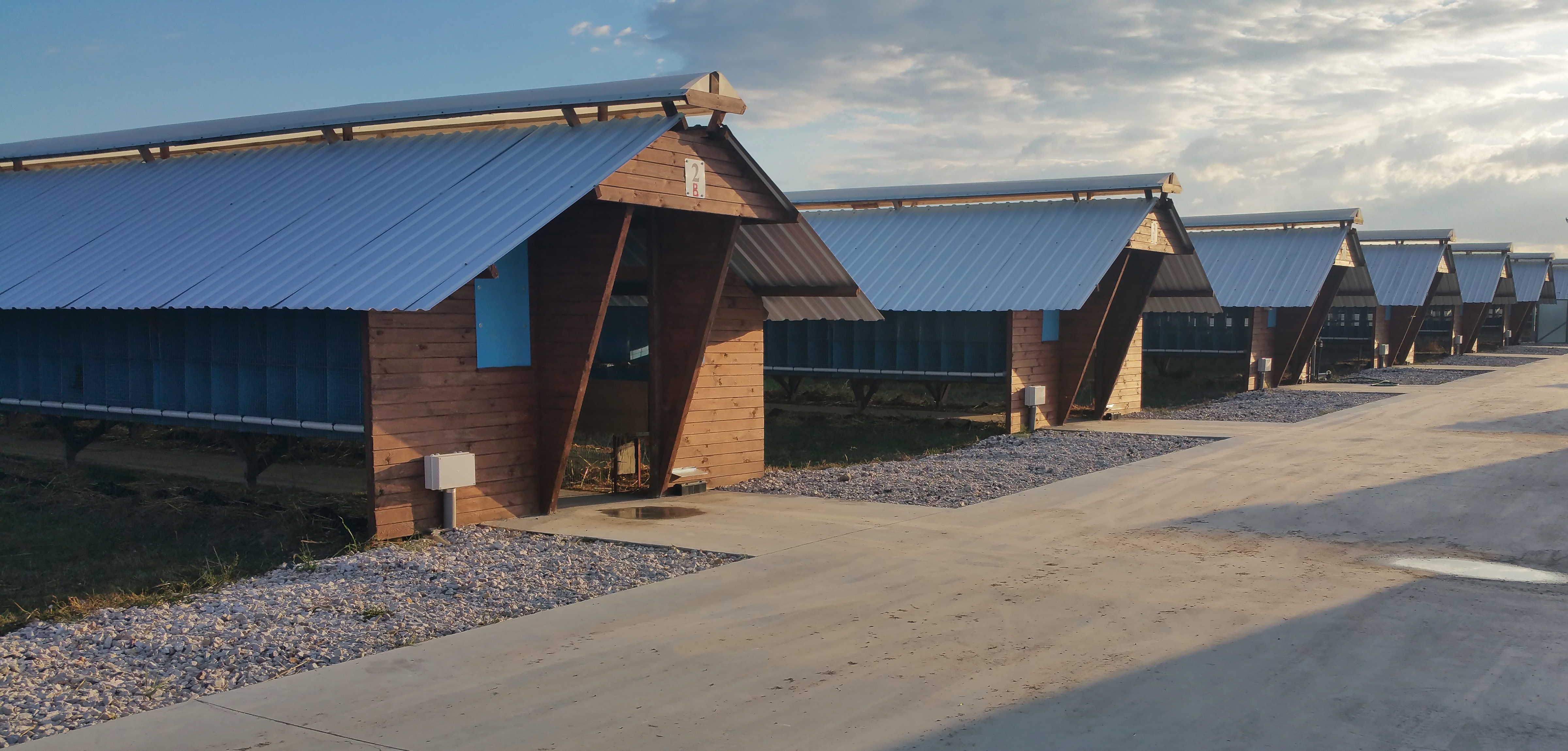
مزرعة لتربية المنك في بولندا

تُستخدم مزارع الفراء في تربية وانتخاب أنواع معينة من الحيوانات لإنتاج الفراء.
لايعتبر الفراء من الحيوانات البرية فراء مُنتج. غالبية الفراء العالمي المُنتج يأتي من المزارع الأوروبية. يوجد حوالي 6,000 مزرعة لإنتاج الفراء في الاتحاد الأوروبي. يُنتج الاتحاد الأوروبي حوالي 63% من الإنتاج العالمي لفرو المنك و70% من إنتاج فرو الثعالب. تتصدر دولة الدنمارك بإنتاج فرو المنك، بنسبة إنتاج 28% من الإنتاج العالمي. المنتجون الكبار الأخرون هم الصين، هولندا، دول البلطيق، الولايات المتحدة. تُعد فنلندا أكبر مزود للولايات المتحدة من جلود الثعالب. من أسواق التصدير الكبرى للفراء هي الصين، روسيا، كندا، والاتحاد الأوروبي. نمى التصدير إلى آسيا كأسهم من التصدير الإجمالي من 22% في عام 1998 إلى 47% في عام 2002. يعتبر الصين أكبر مستورد لجلد الفراء في العالم وأكبر مُصدر لمنتجات الفراء الجاهزة.
مزارع الفراء محظورة في النمسا، كرواتيا والمملكة المتحدة. في سويسرا، قوانين تنظيم إنتاج الفراء صارمة للغاية، مما أدى إلى اختفاء مزارع الفراء. بعض الدول تحظر إنتاج الفراء لأنواع معينة من الحيوانات.

## تاريخ

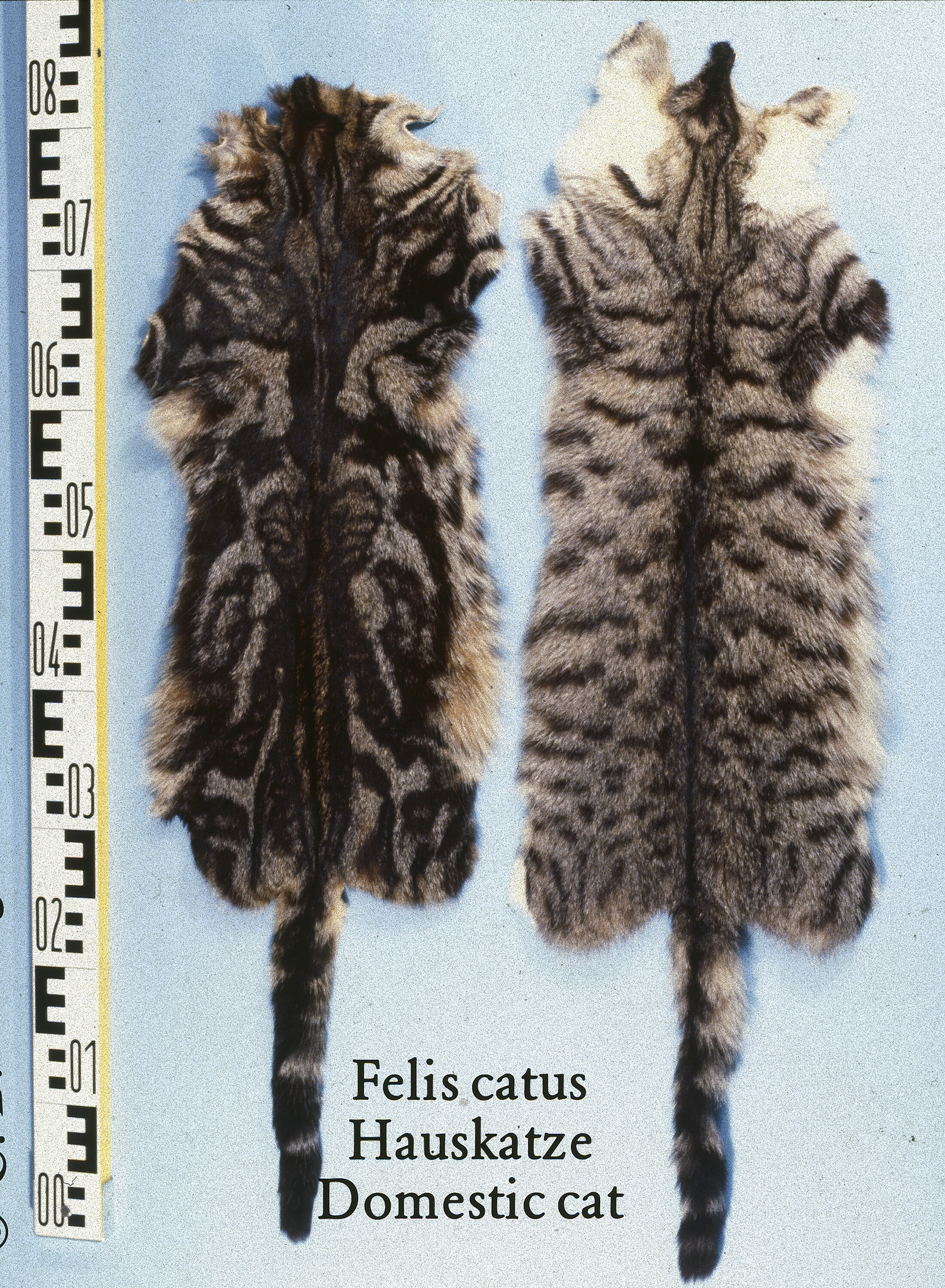
جلود القطط

يعود ارتداء ملابس الفرو للوقاية من الطقس البارد إلى العصر الحجري، حيث كان مصدر المواد من البرية. مع تزايد عدد البشر، أصبحت الجلود والجلود المدبوغة والفرو المستخدمة في الملابس تأتي من مواشِ المزارع، مثل الأغنام (جلد الغنم) والأرانب والبقر والخنزير والماعز. التسجيلات الأولى لتربية المنك من أجل الفراء كانت في أمريكيا الشمالية عام 1860. ربيت الثعالب لأجل الفراء لأول مرة في جزيرة الأمير إدوارد في كندا عام 1895.

## وصلات خارجية
- Fur is Green – Fur Council of Canada
- A Brief History of the Fur Trade – White Oak Society
- The Fur Industry – إنكارتا (another archive)
- *Information on Finnish Furfarming نسخة محفوظة 20 أغسطس 2016 على موقع واي باك مشين.